# Волоща
Волоща (укр. Волоща) — село в Меденичской поселковой общине Дрогобычского района Львовской области Украины.
Население по переписи 2001 года составляло 1250 человек. Занимает площадь 29 км². Почтовый индекс — 82130. Телефонный код — 3244.